# Донецька Текля Іванівна
Текля (Фекла) Іванівна Донецька (уроджена Лозовська; 1855, Волинська губернія — 22 березня 1889, Вятка)  — діячка народницького руху, вчителька, пізніше фельдшерка. Була учасницею «Гуртка американців» та «Київської Комуни», притягувалася до дізнання під час «Великого процесу». Дружина народника Василя Донецького. Близька подруга письменника Володимира Короленка, одна з прототипів головної героїні нарису Короленка «Чудная».

## Життєпис

### Народницька діяльність

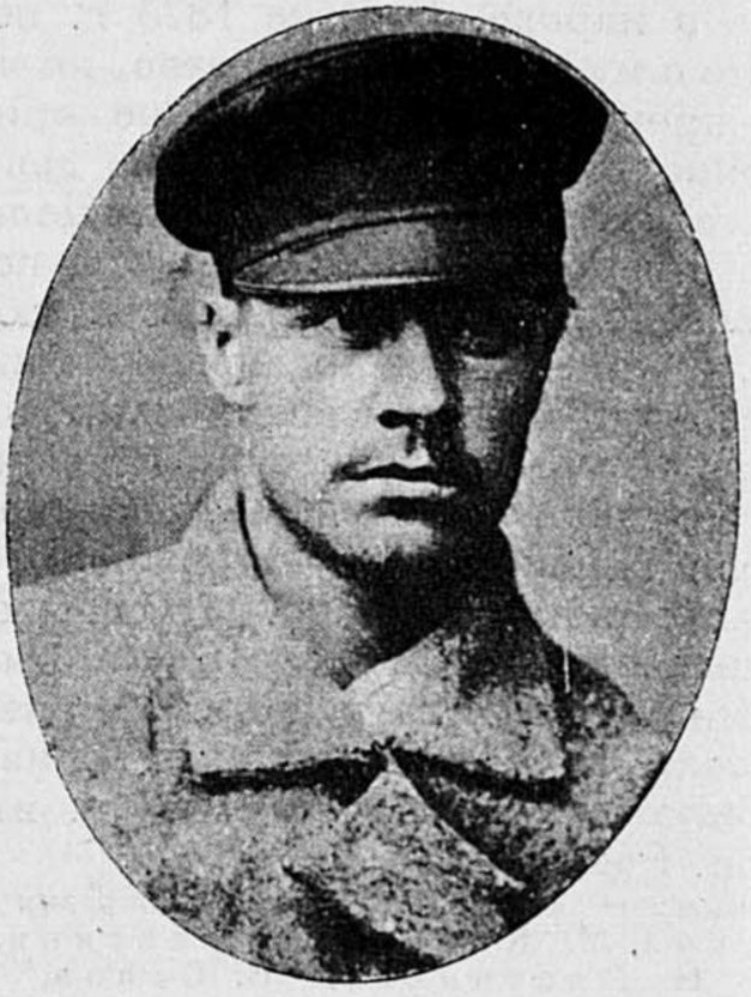
Василь Донецький, чоловік Теклі

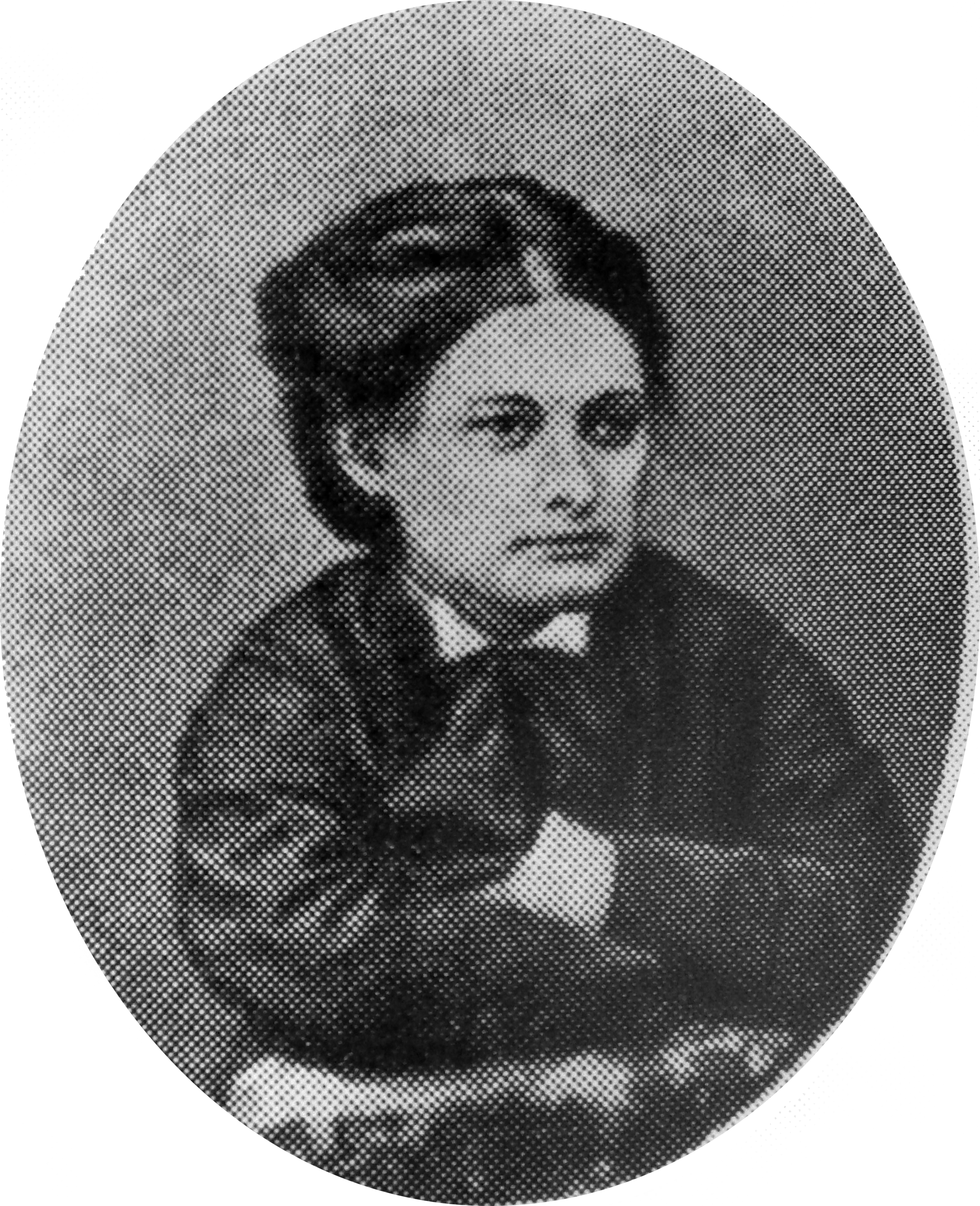
Фотографія Теклі Донецької. 1880 рік

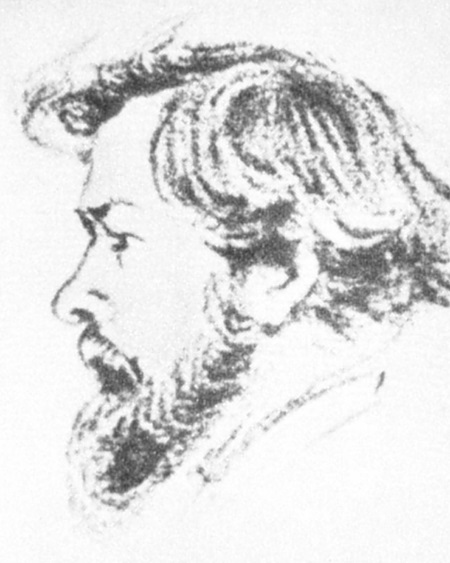
Володимир Короленко. Портрет Іларіона Короленка. 1879 рік

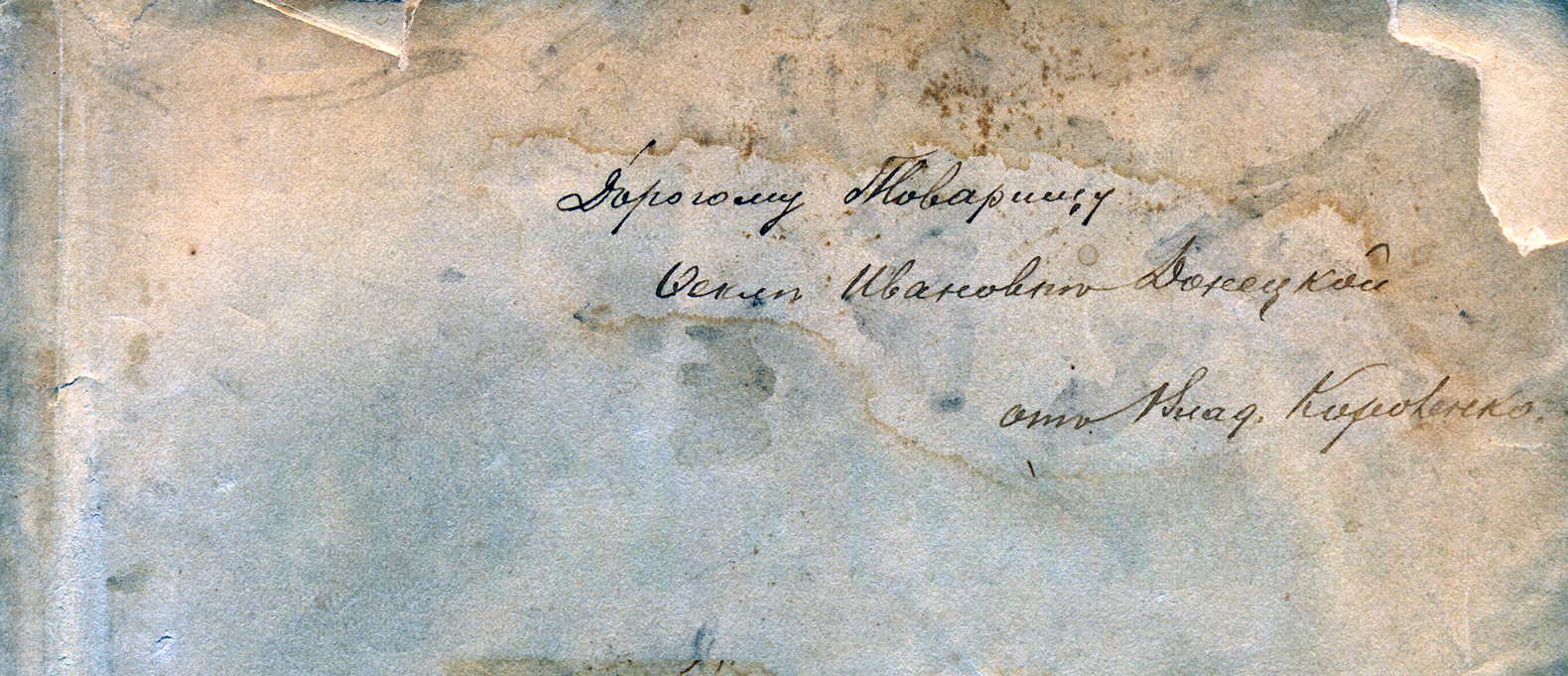
Посвята Теклі Донецькій від Володимира Короленка

Народилася 1855 року на Волині, походила зі збіднілої шляхетної родини Лозовських. У ранньому віці лишилася круглою сиротою.
Навчалася переважно дома, у жіночій гімназії провчилася кілька місяців. У той час зацікавилася ідеями народництва. Входила до складу «Гуртка американців», планувала поїхати до Америки разом з Григорієм Мачтетом, але з невідомих причин зосталася. З Мачтетом і далі підтримувала товариські стосунки, відомо про їхнє листування. Пізніше, разом з Іваном Ходьком, перейшла до «Київської Комуни». У комуні Текля познайомилася зі своїм майбутнім чоловіком — Василем Донецьким. Невдовзі після весілля Василя Донецького заарештували і засудили до п'яти років каторги. Під час перебування в тюрмі він збожеволів. Згідно з відомостями письменника Петра Кошеля, шлюб був фіктивним і призначався для звільнення Теклі «від батьківських прав для революційної справи», саме подружжя бачилося лише раз — у церкві під час вінчання.
Восени 1873 року Текля почала працювати вчителькою в земській школі в селі Плиски, піклувальником якої був Іван Петрункевич. Завдяки рекомендації Теклі вчителем у селі Берестовець став народник Іван Ходько. З останнім Текля була у близьких стосунках після того, як розійшлася з чоловіком; на канікулах вони разом мешкали у Плисках. У жовтні 1873 року Текля почала шукати собі помічника. Вона домовилася з гуртком братів Жебуньових, що це буде один із його членів. Однак коли скерована від гуртка людина прибула до Києва, то дізналася, що Текля вже має помічника — Івана Трезвінського. За однією з кількох версій, Текля знайшла Трезвінського завдяки рекомендації, за іншою — Трезвінський сам знайшов Теклю, дізнавшись про вакансію з оголошення, яке вона вивісила в університеті. Дослідник Сергій Буда вважав вірогіднішою першу версію, підкреслюючи, що Текля не могла взяти собі помічником зовсім невідому їй людину. Окрім викладання, народники провадили революційну пропаганду серед селян. Сама Текля виконувала пропагандистську роботу дуже обережно. Діяльність народників привернула увагу влади. Народник Андрій Франджолі, вчитель у Хвастівцях, відвідав 28 липня 1874 року свого товариша Івана Трезвінського, попередив, що за ним слідкують, і закликав бути обережним. Після того, як Франджолі пішов, усі народники з Плисок спалили свою революційну літературу, найбільше якої було у Теклі Донецької. Наприкінці серпня діяльність пропагандистів викрито через донос вчителя Трудницького. Їхні товариші комуною дізналися про заплановані арешти й послали Олексія Дробиша-Дробишевського попередити народників у Плисках. Переночувавши у селі, вісник разом з Ходьком покинули село 22 серпня. За один чи два дні Текля також покинула село і оселилась у Києві. У Плисках зостався лише Трезвінський, якого невдовзі заарештували.
Текля Донецька намагалася підтримувати зв'язок із Трезвінським, якому у вересні надіслала «листа наповненого умовними виразами». Її розшукали в лютому 1875 року. Притягували до дізнання по Справі про пропаганду в Імперії за участь у зібраннях київського гуртка. Її допитували, як свідка по справах інших вчителів. Особливо пристрасно допитували, де саме переховується Іван Ходько. Щодо Трезвінського, Текля заявила, що не знала про його пропагандистську діяльність. Начальник Чернігівського Жандармського Управління, у службовому листуванні, висловив думку, що Текля не могла не знати про діяльність Трезвінського. Допитані свідки, серед яких був Андрій Франджолі, не вказали на пропагандистську діяльність Теклі. Тільки один свідок вказав на епізод, коли вона читала учням тенденційну книгу «Митюха». Через брак доказів, Теклю не заарештовували й вона вільно жила у Києві. Під час обшуку, в серпні 1875 року, на її квартирі було знайдено тяжко хворого Івана Ходька, який у весь час переховувався від правоохоронців. Справа Донецької була закрита 19 лютого 1876 року в адміністративному порядку з установленням особливого нагляду.

### У засланні
Мешкала у Києві, доки 8 квітня 1879 не була вислана, за наказом генерал-губернатора, як політично неблагонадійна, спочатку до Вологодської губернії, а у липні 1880 — до Східного Сибіру. У Томській пересильній тюрмі вона познайомилася із засланим письменником Володимиром Короленком. 10 серпня 1880 отримала сповіщення, у якому її сибірське заслання змінили поселенням у Вятській губернії. Частину зворотного шляху її також супроводжував Короленко, якого оселили у Пермі.
До Вятки Текля прибула 17 вересня 1880 року, разом з іншою народницею — Вірою Рогачовою. 26 вересня її відправляють до повітового міста Нолинськ, де вона прожила близько року. 17 червня 1881 року Донецьку повернули до Вятки. На її нолинську адресу написала листа інша засланка-народниця — Віра Панютіна, в якому повідомляла, що Володимира Короленка знову відправили до Сибіру. Проте, цей лист, датований 13 серпня, Донецька не отримала — канцелярія в'ятського губернатора не дозволила його надіслати. У Вятці Донецька жила до 21 квітня 1882 року, коли її, як «вкрай політично неблагонадійну», не перевели до повітового міста Котельнич. Там вона познайомилася з іншою засланою народницею — Евеліною Уланівською. 30 грудня того ж року, після ухвали прохання Донецької, її повертають до Вятки. Пізніше переїздить до Глазова, де з 20 серпня 1883 р. до 17 серпня 1884 р., навчається на курсах фельдшерок при місцевій земській лікарні. Перебуваючи у Глазові багато спілкується з іншим засланим народником — Ілларіоном Короленком, молодшим братом Володимира Короленка.
Під час перебування у Глазові, Теклі Донецькій приходить повідомлення, що строк її заслання був скорочений на один рік і вона може покинути місце заслання. Однак, вона просить залишитися у Глазові ще на тиждень, щоб залишити місто разом з іншими народниками. Донецька хотіла повернутися до Києва, однак отримала заборону на проживання у Санкт-Петербурзі, Москві, Києві та Санкт-Петербурзькій губернії. Після такої заборони, Текля вирішує зостатися у Вятці.
Перебуваючи у Вятці, продовжує листування з братами Короленками і планує їх провідати у Нижньому Новгороді. Водночас вона вирішує розвестися з душевно хворим чоловіком, який з листопада 1880 року перебував у Казанській психіатричній лікарні. Текля пише клопотання в'ятському поліцмейстеру, щоб отримати дозвіл покинути місто та відвідати Казань і Нижній Новгород. Ввечері, 30 липня, вона покидає Вятку та їде до Казані. Однак, там дізнається, що її чоловіка Василя відправили до Області Війська Донського. З Казані вона їде до Нижнього Новгорода, де понад місяць живе в сім'ї Короленків. 5 вересня вирушає у зворотний шлях, до Казані — пливе на пароплаві, у супроводі Володимира Короленка.
По поверненню до В'ятки, навчалася на місцевих фельдшерських курсах. Під час навчання Донецька жила у великій скруті, тому була вимушена займатися шиттям. Закінчує навчання 1887 року та вже у вересні того ж року стає фельдшеркою земської лікарні в місті Ірбіт. Пізніше отримує дозвіл працювати фельдшеркою у В'ятській губернській земській лікарні. Померла 22 березня 1889 року від черевного тифу, яким заразилася доглядаючи хворих. Була похована 24 березня, на дев'ятому кварталі В'ятського Міського Іоано-Богословського кладовища, у присутності учениць фельдшерських курсів, кількох лікарів та близьких друзів. Колеги Донецької, після її поховання, розпочали збір коштів на спорудження пам'ятника. Як зазначено у Матеріалах до «Російського провенційного некрополю» по місту В'ятці, на могилі Донецької був встановлений залізний хрест. Пізніше, у 1970-х роках, дослідник Євген Петряєв констатував, що її могила давно втрачена.
Некролог Донецької був надрукований 2 квітня, у газеті «Казанський біржовий листок», за авторством О. Ветлужського. У В'ятській пресі смерть Теклі, майже, не відмітили. Лише, лікарський інспектор у своєму повідомленні, в газеті «В'ятські губернські відомості» від 14 червня, написав, що у березні від черевного тифу заразилося двоє людей і обоє вони померли.
Довгий час постать Теклі Донецької залишалася малодослідженою. Інтерес до неї привернула знахідка у Кірові збірки творів Володимира Короленка з дарчим написом до Теклі. Це була перша збірка нарисів та оповідань письменника, видана 1885 року. На форзаці книги дрібними рівними буквами було написано: «Дорогому Товарищу Фекле Ивановне Донецкой от Влад. Короленко». Припускається, що Короленко міг відіслати книгу невдовзі після написання листа до Марії Селенкіної, яку він просив передати свій поклін Теклі. Після смерті Донецької, речі небіжчиці були поділені між її знайомими, книжка дісталася фельдшерці-акушерці Анні Лупповій і зберігалася у родині Луппових, доки книгу не знайшов і оприлюднив Євген Петряєв. Пізніше книга зберігалася у Кіровському літературному музеї.

## Донецька та Короленко
Познайомившись із Володимиром Короленком 1880 року, Текля Донецька підтримувала дружні стосунки з письменником та його родиною до самої своєї смерті. Марія Селенкіна, у листуванні з Короленком, особливо підкреслювала, що «Фекла Ивановна особенно Вашу матушку любила». Сам же Короленко, у листах до Селенкіної, постійно цікавився життям Донецької і слав вітання. Відомо, що письменник і особисто листувався з Теклею, однак його листи не збереглися, на відміну від листів самої Донецької. Ці листи показують, що Текля була духовно близька з письменником, добре розуміла його творчість і любила його родину. Листи визнаються дослідниками як цінне джерело для розуміння ставлення сучасників до творчості Короленка. Також в листах Текля згадує про свою тугу за Україною:

Іноді до сліз хочеться глянути ще раз на Дніпро і Дністер, глянути, а потім хоч до Пермі або під три чорти: усюди справа знайдеться.
Оригінальний текст (рос.)
Иногда до слез хочется взглянуть ещё раз на Днепр и Днестр, взглянуть, а потом хоть в Пермь или к черту на кулички: всюду дело найдётся.
Листи зберігаються у рукописному відділі Російської державної бібліотеки. Частково вони були опубліковані дослідницею Ніною Ізергіною 1973 року у своїй науковій праці «К проблеме типичности образа героини рассказа В. Г. Короленко „Чудная“». У тій праці Ізергіна вперше висловила думку, що головна героїня нарису Короленка «Чудная», має риси характеру Теклі Донецької. У першій версії нарису, написаного у вишньоволоцькій тюрмі, головна героїня, виключно, базувалася на особистості Евеліни Улановської. У пізнішій версії нарису, виданій 1905 року під назвою «Командировка», образ героїні став збірним. Вважається, що до нього були додані риси характеру Теклі Донецької, Віри Рогачової та сестер Івановських. Ізергіна вважала, що коли Короленко описував смерть своєї героїні, хворої, але не зламаної, він надихався образом Теклі Донецької. 
Також Володимир Короленко двічі згадує Теклю Донецьку в автобіографічному творі «История моего современника».

## Особистість
Андрій Франджолі, на допиті під час процесу 193-х, характеризував Донецьку як «посередню вчительку».
Так зовнішність Донецької була описана царською охранкою 1880 року: «26 років, середнього зросту, міцної статури, волосся густе, чорне, підстрижене, брови також чорні, карі очі, ніс середній, вузький, рот звичайний, зуби білі, всі цілі, підборіддя кругле, лице чисте, біле, на правій щоці чорна родима пляма».
Дослідниця Ніна Ізергіна, аналізуючи світлину Теклі, зроблену того ж 1880 року та яка зберігається у Державному архіві Кіровської області, вказувала, що на ній зображена жінка 27 років з серйозним суворим поглядом відкритих очей.
Ніна Ізергіна вказувала, що сучасники важко сприйняли смерть Теклі Донецької і бачили в ній образ нової жінки. У «Казанському біржовому листці» так характеризували Теклю:

Текля Іванівна являла собою рідкісний тип російської жінки, цілком відданої на служіння суспільству.
Оригінальний текст (рос.)
Фекла Ивановна представляла собой редкий тип русской женщины, всецело отдавшейся на служение обществу.

### Коментар
1. ↑  Не зовсім зрозуміло, що має на увазі Петро Кошель під «батьківськими правами», якщо Текля з дитячих років була сиротою. Можливо, йдеться про усунення опікунського впливу на особисту свободу Донецької.